# Museu Histórico de Estocolmo
O Museu Histórico de Estocolmo (em sueco: Historiska museet) é um museu de História da cidade sueca de Estocolmo .
 Foi fundado em 1934, e está localizado no bairro de Östermalm. Tem a responsabilidade institucional de cobrir a arqueologia e a história cultural da Suécia, com foco na Pré-história, Era Viquingue e Idade Média do país.

## Galeria

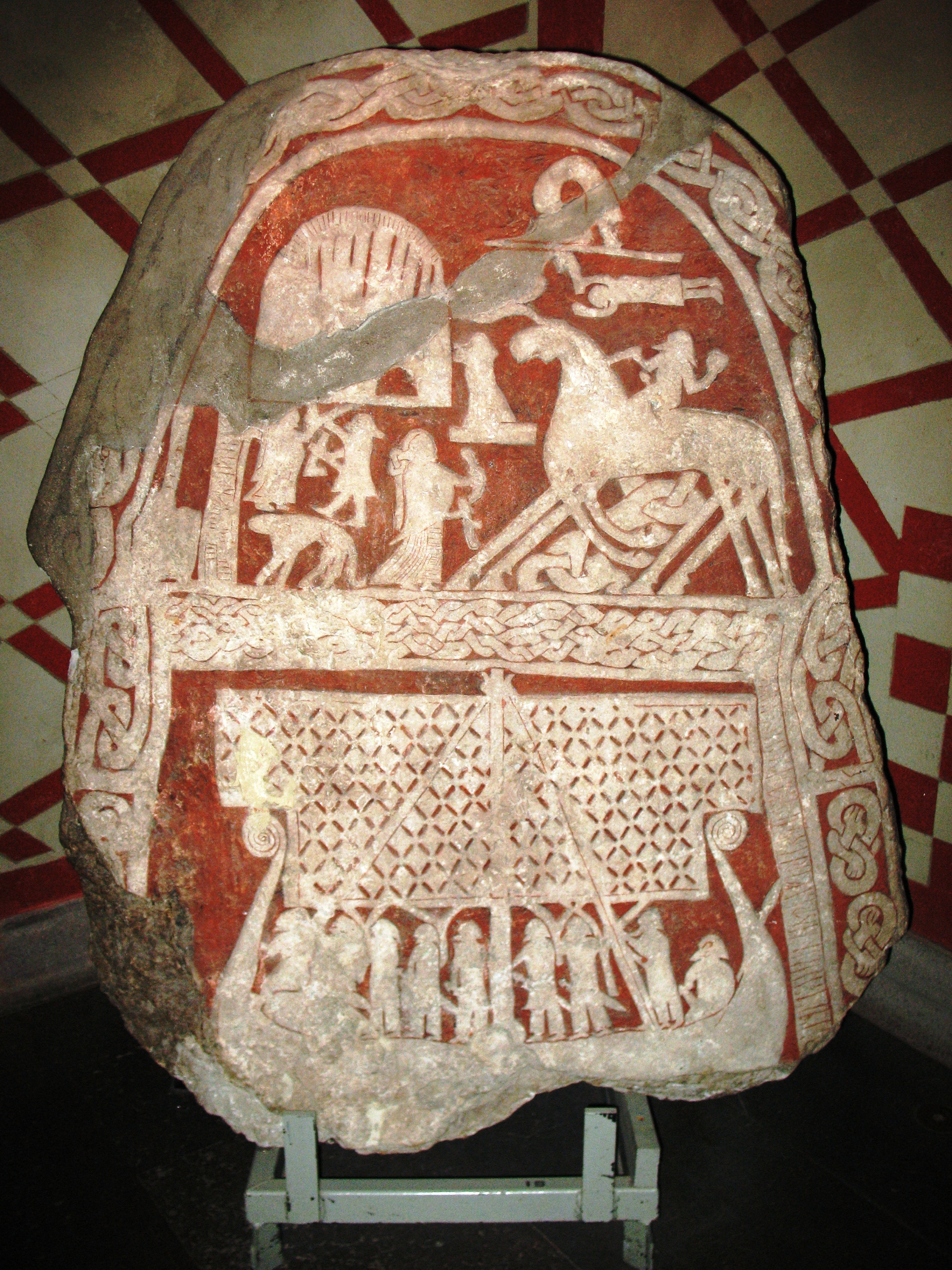
A Pedra de Tjängvide
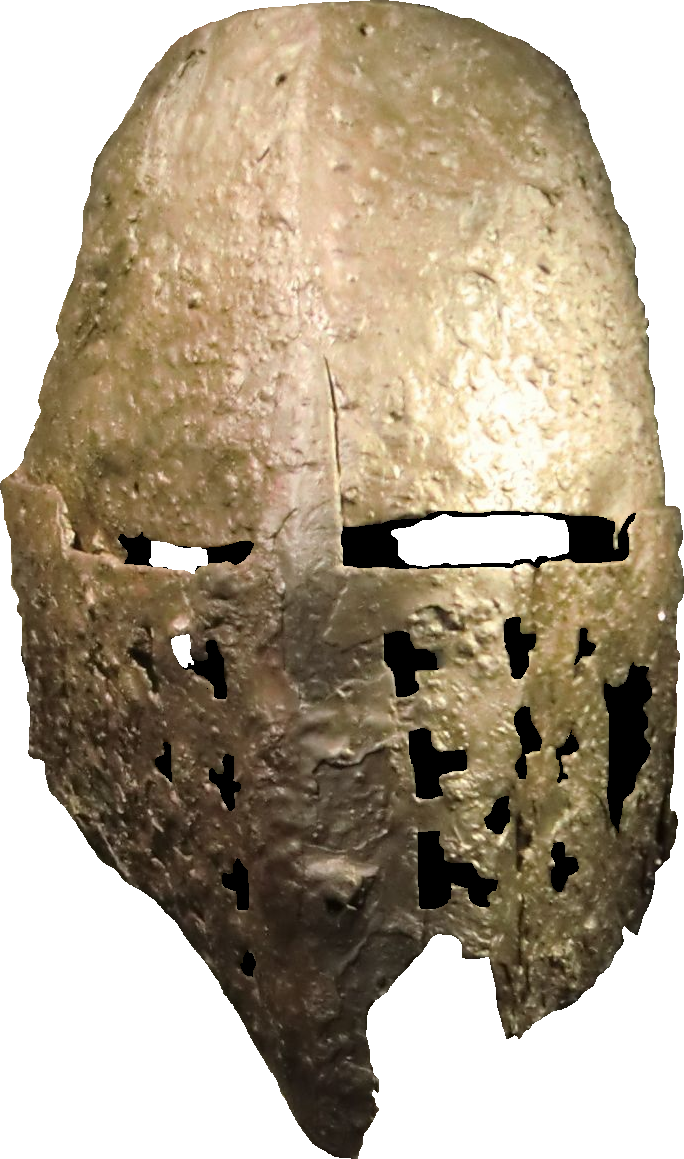
O elmo de Aranäs
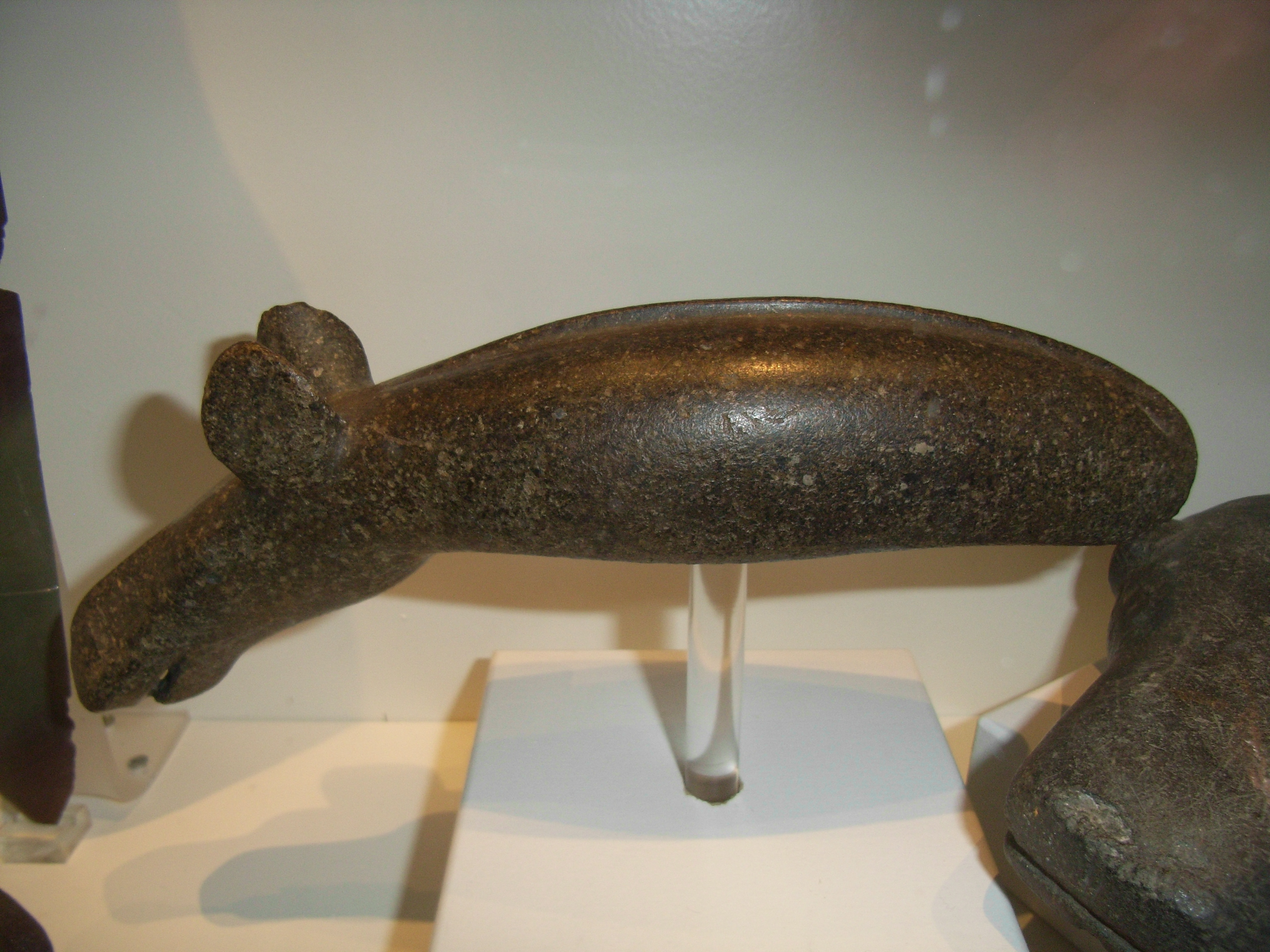
O alce de Alunda, um machado da Idade da Pedra
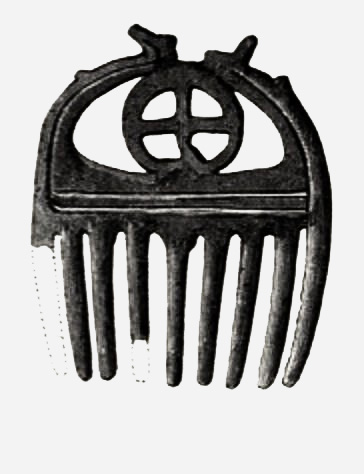
Pente da Idade do Bronze
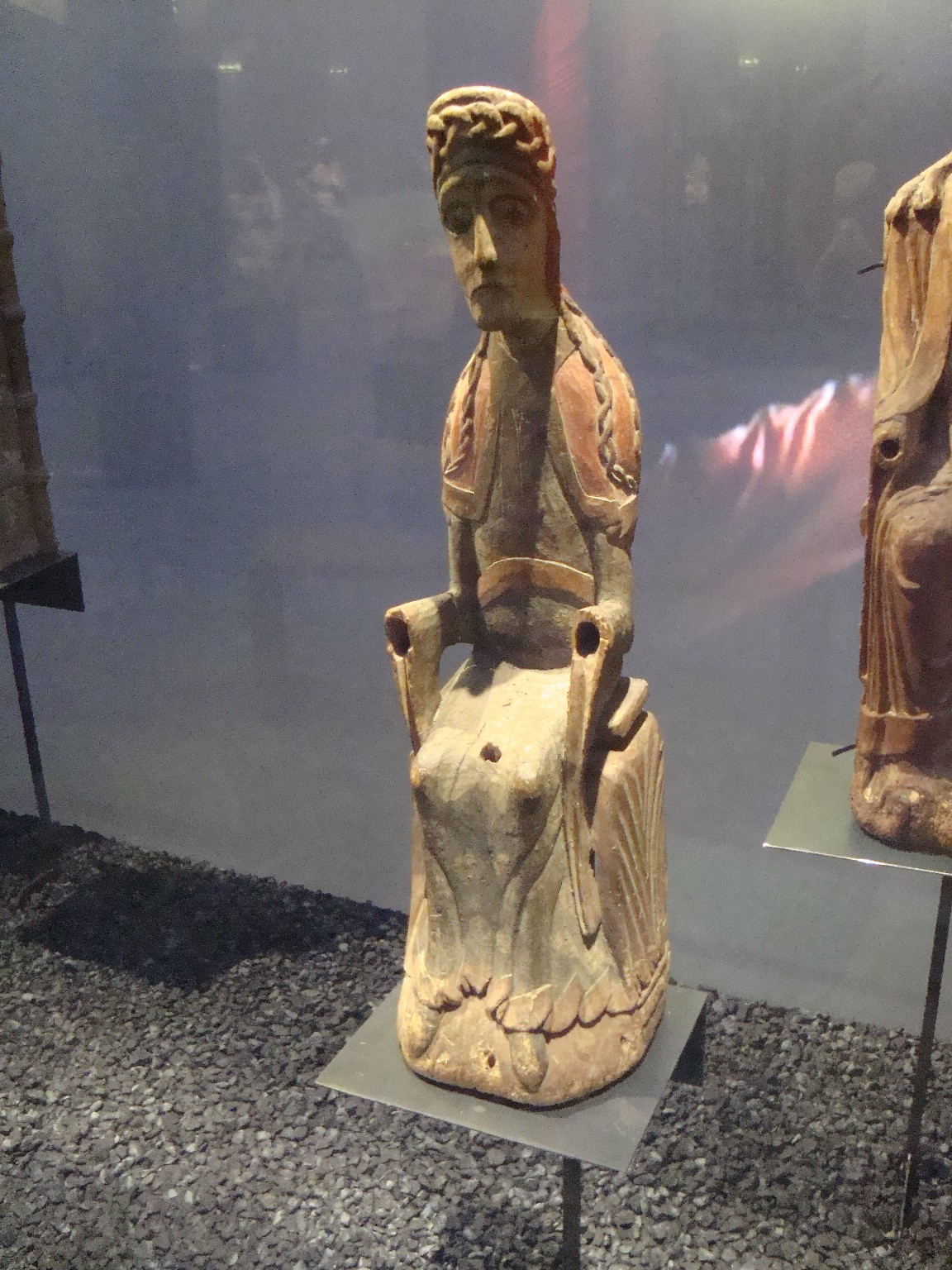
Nossa Senhora de Mosjö
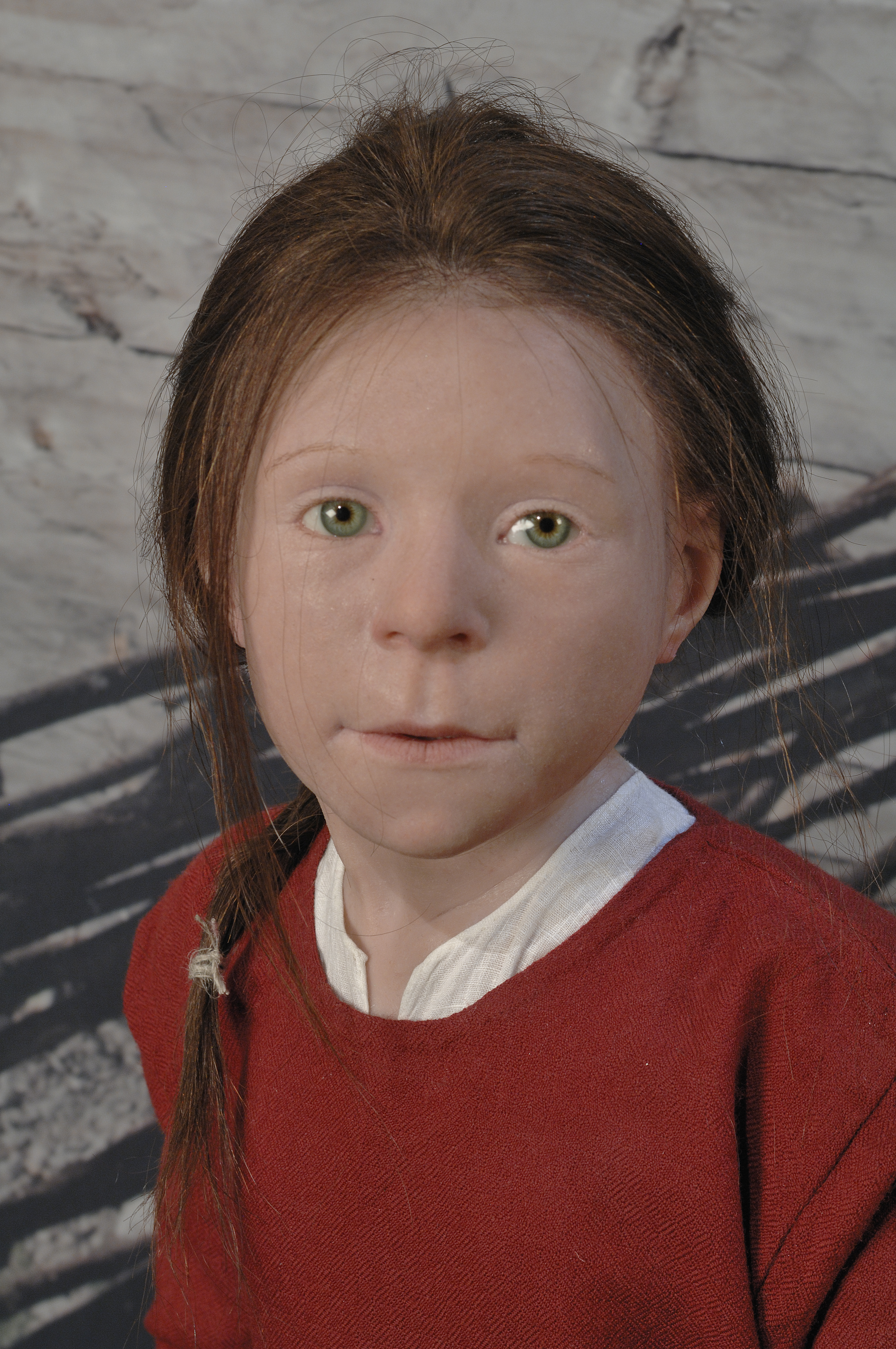
A Menina de Birka, reconstrução do escultor Oscar Nilsson